# Knallkopf Wilson

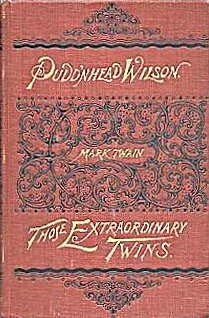
Buchdeckel der US-amerikanischen Erstausgabe, 1894

Knallkopf Wilson (Originaltitel: Pudd’nhead Wilson. Those Extraordinary Twins.) ist ein Roman von Mark Twain. Er wurde 1894 veröffentlicht und erschien auf Deutsch auch unter den Titeln Querkopf Wilson und Wilson, der Spinner.

## Handlung
Schauplatz der Geschichte ist die heimelige, etwas verschlafene Kleinstadt Dawson’s Landing am Mississippi, die wie Deer Lick (in Eine Bluttat, ein Betrug und ein Bund fürs Leben) und auch wie St. Petersburg (in Tom Sawyer) an Mark Twains Heimatstadt Hannibal in Missouri erinnert. Dawson’s Landing ist eine Sklavenhalterstadt, in der man von Getreideanbau und Schweinezucht lebt und in der Schwarze sozial schlecht gestellt sind. Das muss auch die zwanzigjährige, selbstbewusste Roxy feststellen, eine Sklavin im Haus von Percy Driscoll. Als dort ein Dieb gesucht wird, droht Driscoll allen Schwarzen mit dem Verkauf „in den Süden“ – dorthin, wo man noch brutalere Methoden der Unterdrückung pflegt. Roxy sorgt sich um die Zukunft ihres Sohns Valet de Chambre, genannt Chambers, und entschließt sich kurzerhand zum Kindertausch: Sie stülpt ihrem wenige Monate alten Sohn die Kleider von Thomas Becket Driscoll, genannt Tom, über, dem gleichaltrigen Sohn ihres Herrn, den sie an Mutterstatt betreut. Niemand bemerkt den Tausch, denn Roxy, wie auch deren Mutter, Großmutter usw. waren allesamt von Weißen geschwängert worden, womit Chambers an sich zwar ein Schwarzer ist, aber einer mit weißer Haut.
Zu den skurrilen Bewohnern von Dawson’s Landing gehört auch David Wilson, ein an der Ostküste geborener Jurist mit schottischen Vorfahren und britischem Humor. Wilson ist Außenseiter und den angestammten Einwohnern suspekt. Er praktiziert nämlich nicht nur das Handlesen und denkt sich Lebensweisheiten für einen Kalender aus, sondern sammelt auch Fingerabdrücke aller Bewohner, die er fein säuberlich katalogisiert. Zu seinen ersten Abdrücken zählen die der beiden Knaben Tom und Chambers.
Die entwickeln sich, ihrer Hautfarbe und sozialen Stellung entsprechend, in völlig unterschiedliche Richtungen: Aus Tom (eigentlich Chambers) wird ein verzärtelter, verzogener Tyrann, aus Chambers (eigentlich Tom) ein robuster, tüchtiger Arbeiter, der seinem „Ziehbruder“ in allen Lebenslagen zur Hilfe kommen muss. Die Jungen sind 16, als „Toms“ Vater Percy Driscoll stirbt. Roxy erlangt dadurch ihre Freiheit und verwirklicht sich eine Lebenstraum: Sie heuert auf einem Mississippidampfer an. „Tom“ kommt in die Obhut von Onkel und Tante, wird von ihnen weiter verhätschelt und zum Jurastudium nach Yale geschickt, wo er allerdings mehr durch Glücksspiel und Trinkgelage als durch Leistung auffällt.
Acht Jahre später leidet Roxy an Rheumatismus, kann nicht mehr arbeiten und ist mittellos, denn die Bank, der sie ihren Lohn anvertraut hat, ist pleite. Sie zwingt den inzwischen ohne Abschluss heimgekehrten „Tom“, ihr Geld zu beschaffen, andernfalls, so droht sie, wird sie das Geheimnis seiner Herkunft verraten. Tom fällt aus allen Wolken – schließlich wussten weder er noch Chambers vom Kindertausch – und beschließt, durch Einbrüche bei den Bürgern von Dawson’s Landing Geld zu beschaffen. Verkleidet als Frau gelingen ihm zahlreiche Coups, bis er ausgerechnet beim Einbruch im Haus seines Onkels überrascht wird und diesen ermordet.
Unter Verdacht geraten schnell die seit einiger Zeit in Dawson’s Landing ansässigen Zwillinge Luigi und Angelo Capello, weitgereiste Entertainer aus altflorentinischem Adel, stammt doch die Tatwaffe, ein von „Tom“ zuvor geraubter Dolch, aus ihrem Besitz. Es kommt zum Prozess, in dem David Wilson erstmals sein Können als Jurist unter Beweis stellen kann: Mit Hilfe seiner Fingerabdruck-Kartei kann er nicht nur nachweisen, dass die Fingerabdrücke auf der Tatwaffe von „Tom“ stammen, sondern auch, dass Tom und Chambers im Säuglingsalter vertauscht wurden.

## Hintergrund
David Wilsons „Ermittlungsmethoden“ waren zur Zeit der Entstehung des Buchs völlig neu. Erst 1892 hatte der britische Naturforscher Francis Galton mit seinem Buch Finger Prints die Identifizierung von Personen durch Fingerabdrücke gleichsam „erfunden“. Galtons ursprüngliche These, dass Rasse und Klassenherkunft zu spezifischen Unterschieden im Abdruck führen müssten, konterkariert Mark Twain jedoch mit seinem Roman.

## Deutungsansätze
In Pudd’nhead Wilson zeigt sich, wie oft in seinem Werk, Mark Twains Interesse an Persönlichkeitsspaltungen und -doppelungen (Tom/Chambers, Luigi/Angelo). Ebenso wie die Wahl des Genres, des Kriminalromans, ist auch das Doppelungsmotiv nicht Selbstzweck, sondern steht in engem Zusammenhang mit dem zentralen Thema von Knallkopf Wilson, der ethnischen Identität, dem Unterschied zwischen Schwarz und Weiß. Wie die beiden Jungen Tom und Chambers erst von der Gesellschaft zu dem gemacht werden, was sie sind, begeht auch Tom den Mord nicht etwa, weil er schwarz ist, sondern weil er verwöhnt und dadurch charakterlich verwahrlost ist.
Twain benützt in seinem Roman ein beliebtes literarisches Motiv, das sogenannte Delphi-Motiv: Die Sklavin Roxy tut alles, um ihren Sohn vor der Sklaverei und dem Verkauf in den brutalen Sklavenhaltersüden zu bewahren, dies führt letztendlich allerdings dazu, dass er als Sklave in den Süden verkauft wird.
Der Roman blieb zu Mark Twains Lebzeiten ein Misserfolg und fand in der Rezeption seines Werkes lange keinen Niederschlag. Heute gilt Pudd’nhead Wilson als „letztes wichtiges Werk im Übergang vom amerikanischen Realismus zur Moderne“.

## Editionsgeschichte
Die Geschichte von Pudd’nhead Wilson erschien im Jahr 1894 gleich dreimal: zunächst in Fortsetzung im New Yorker Century Magazine (Dezember 1893–Juni 1894), dann in Buchform beim Londoner Verlag Chatto & Windus, zuletzt spät im selben Jahr bei der American Publishing Company in Hartford, hier allerdings unter dem Titel The Tragedy of Pudd’nhead Wilson and the Comedy of Those Extraordinary Twins. Letztere Ausgabe enthielt tatsächlich zwei Texte, die Geschichte von Knallkopf Wilson und die etwas ältere, bereits 1892 entworfene Geschichte (Those Extraordinary Twins) eines italienischen Zwillingspaares, aus dem durch eine Überarbeitung das Figurenpaar Luigi und Angelo Capello im Knallkopf wurde.

## Deutsche Ausgaben
- Mark Twain: Knallkopf Wilson. Aus dem amerikanischen Englisch von Reinhild Böhnke. Mit einem Nachwort von Manfred Pfister. Manesse-Verlag, Zürich 2010.